# Don't Say a Word
Don't Say a Word (bra: Refém do Silêncio; prt: Nem Uma Palavra) é um filme estadunidense do ano de 2001, do gênero suspense, dirigido por Gary Fleder e estrelado por Michael Douglas, Brittany Murphy, Sean Bean e Famke Janssen. Estreou no Brasil em 26 de outubro de 2001.

## Sinopse
Nathan Conrad é um psiquiatra que vive com sua esposa e a sua filha pequena. Um dia ele é chamado por um colega de trabalho para examinar uma jovem paciente chamada Elisabeth Burrows, que está em estado catatônico e prestes a ser encaminhada para um hospício. A curiosidade de Nathan leva-o a se aprofundar demais no caso. Mas o que antes era uma simples curiosidade e inocência, acaba se transformando em um verdadeiro pesadelo quando a filha de Nathan é sequestrada e o resgate exigido é justamente informações acerca de um diamante roubado, que estão na mente de sua paciente, Elisabeth.

## Elenco
- Michael Douglas .... Dr. Nathan Conrad
- Brittany Murphy .... Elisabeth Burrows
- Sean Bean .... Patrick Koster
- Famke Janssen .... Aggie Conrad
- Skye McCole Bartusiak .... Jessie Conrad
- Jennifer Esposito.... Sandra Cassidy
- Guy Torry .... Martin J. Dolen
- Oliver Platt .... Dr. Louis Sachs
- Shawn Doyle .... Russel Maddox
- Victor Argo .... Sydney Simon
- Isabella Fink .... Elisabeth - 8 anos
- Conrad Goode .... Max J. Dunleavy